# Караульная (южная гора, Новоуральский городской округ)
Карау́льная — гора на Среднем Урале, в окрестностях села Тараскова Новоуральского городского округа Свердловской области. Высота — 467,3 м.

## География
Гора Караульная находится в средней части Новоуральского городского округа, приблизительно в 2 километрах к северо-западу от села Тараскова. Само Тарасково находится в межгорной местности Караульной, Дедовой и других гор Среднего Урала.
Высота вершины Караульной горы над уровнем моря — 467,3 м. На горе и в её окрестностях произрастает сосново-берёзовый лес. Окружающие леса и сама гора находятся в пределах Починковского участка Новоуральского участкового лесничества ГУ СО «Невьянское лесничество».
На склонах Караульной горы начинаются реки разных речных бассейнов:
- бассейна Волги — Баручиха (правый приток Восточного Шишима),
- бассейна Оби — мелкие левые притоки Нейвы.

Таким образом, через гору проходит линия Главного Уральского водораздела между Восточной Европой и Северной Азией.